# Securidaca acuminata
Securidaca acuminata là một loài thực vật có hoa trong họ Polygalaceae. Loài này được A.St.-Hil. miêu tả khoa học đầu tiên năm 1829.